# Maarjamäe
Maarjamäe is een subdistrict of wijk (Estisch: asum) binnen het stadsdistrict Pirita in Tallinn, de hoofdstad van Estland. De wijk wordt informeel ook wel Orlovi genoemd. De Duitse naam was Marienberg; in oude teksten heet het gebied Strietberg of Streitberg.
De wijk telde 2.511 inwoners op 1 januari 2020. In het westen grenst de wijk aan de Baai van Tallinn, een onderdeel van de Finse Golf. Verder grenst ze aan de wijken Pirita, Kose, Katleri, Loopealse, Paevälja en Kadriorg.

## Geschiedenis
Tot 1873 heette het gebied Strietberg of Streitberg (‘Strijdberg’). In de middeleeuwen is hier slag geleverd tussen de Duitse Orde en Russische troepen.
In later tijd werden in het gebied een paar buitenhuizen gebouwd voor rijke Baltisch-Duitse families. In de 17e eeuw ontstond er een dorpje. In 1811 begon de ondernemer Johan Gottlieb Clementz er een suikerfabriek, die echter al in 1837 failliet ging. Op hetzelfde terrein begon Christian Rotermann daarna een fabriek voor alcoholische dranken. Die brandde in 1869 af. In 1861 werd in Streitberg de eerste door stoom aangedreven molen in de regio in gebruik genomen.

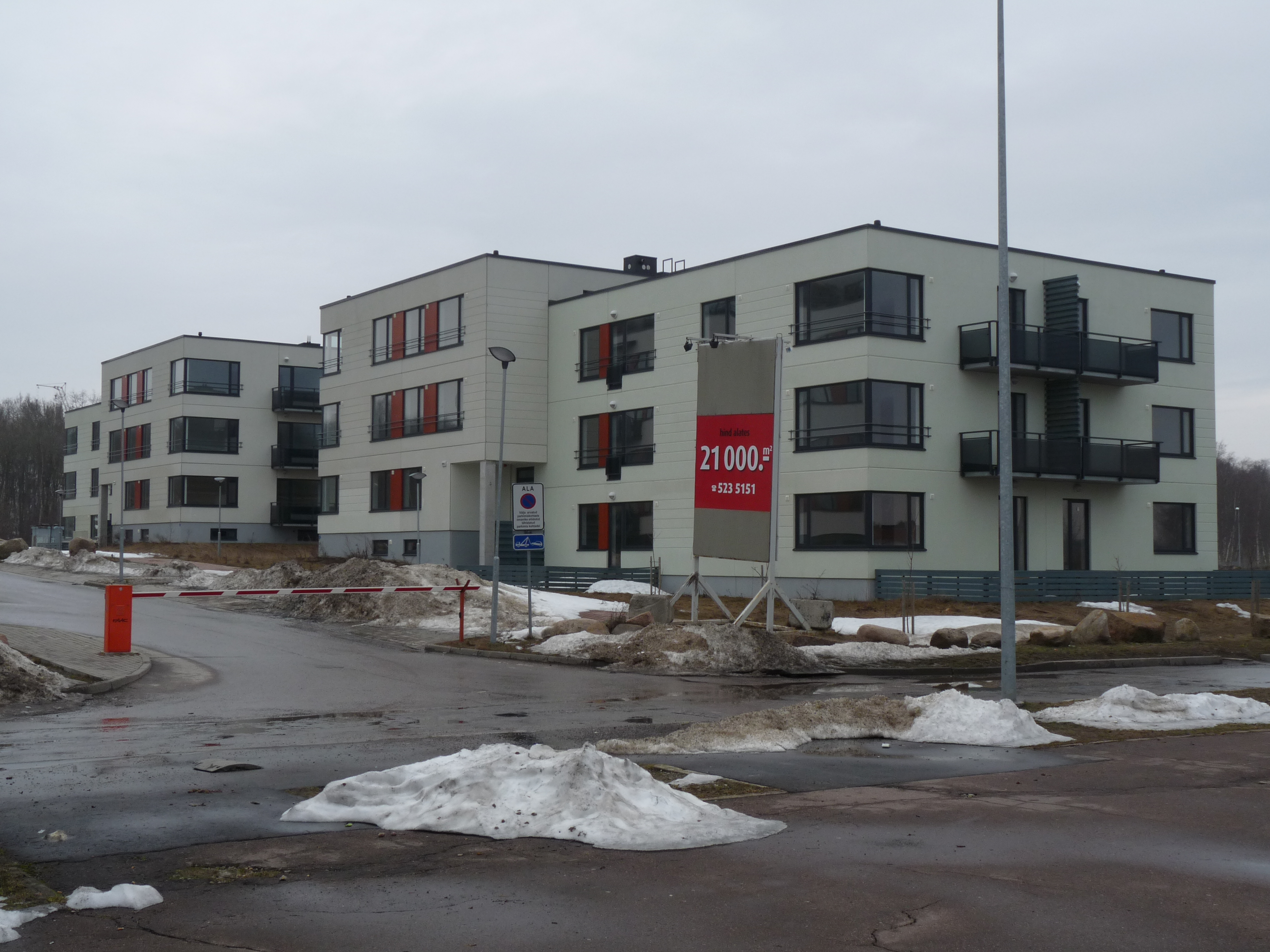
Nieuwbouwappartementen in Maarjamäe

In 1873 kocht de Russische graaf Anatoli Orlov-Davidov (1837–1905) het gebied op. Hij herdoopte het in Marienberg, naar zijn vrouw Maria Jegorovna. In het Estisch werd dat Maarjamäe. Orlov-Davidov liet voor zichzelf een nieuw landhuis bouwen, dat nu het Museum voor Estische Geschiedenis herbergt. Het landhuis ligt tegenwoordig op het grondgebied van de aangrenzende wijk Kadriorg. De informele naam Orlovi voor Maarjamäe is afgeleid van Orlov-Davidov.

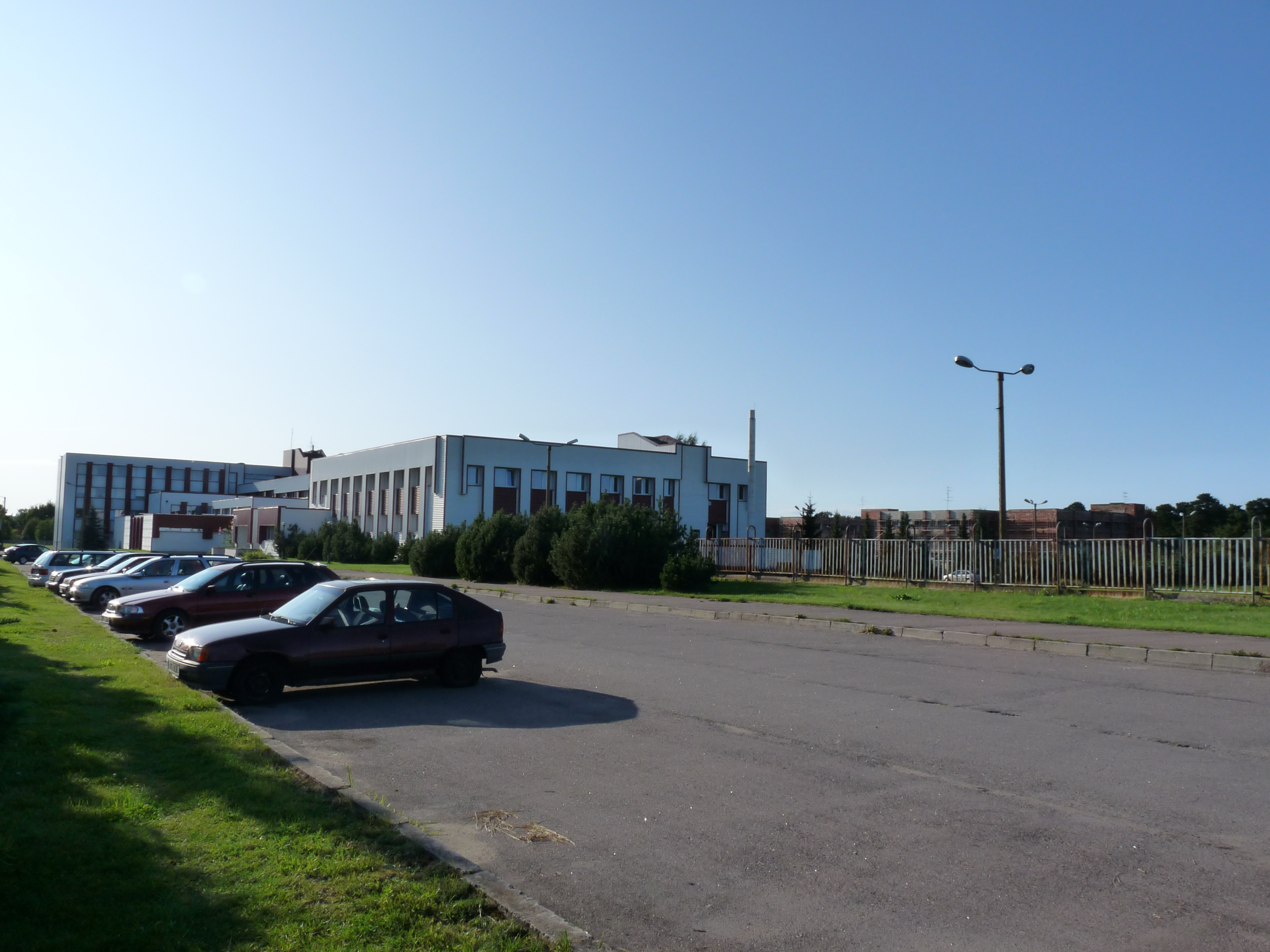
De Veiligheidsacademie

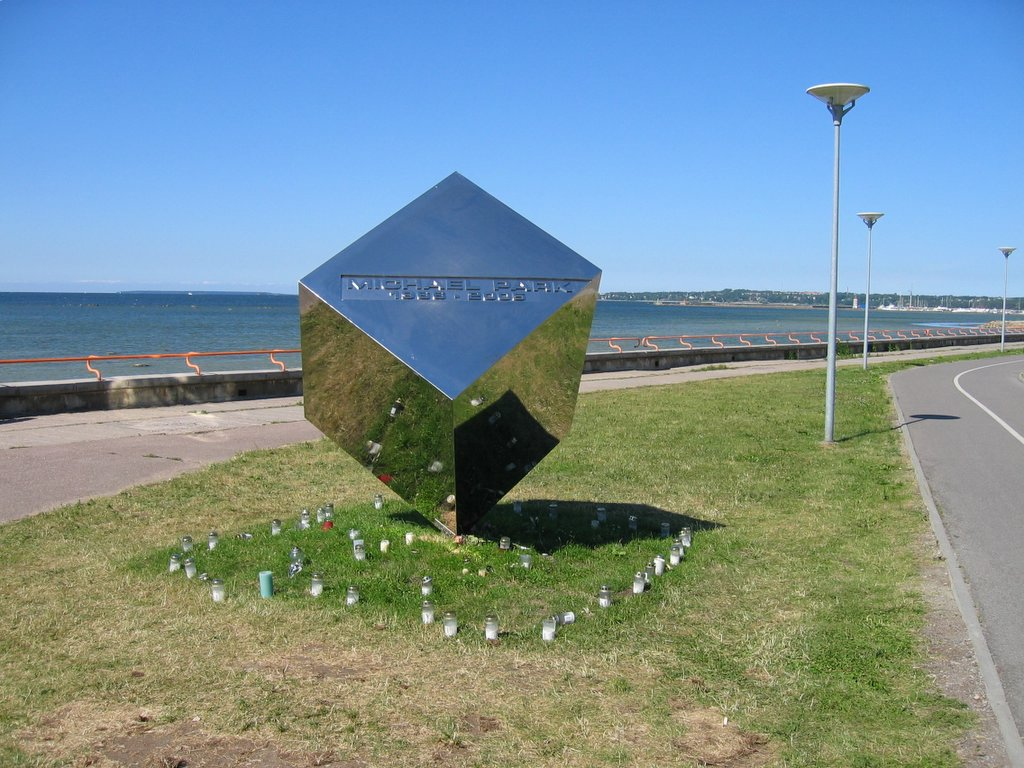
Monument voor Michael Park

In de 19e eeuw ontwikkelde Maarjamäe zich tot een geliefd vakantieoord voor de beter gesitueerden. In 1820 stichtte de Russische schrijver Nikolaj Karamzin in Maarjamäe een salon, waar vele kunstenaars uit het Keizerrijk Rusland elkaar troffen.
Sinds 1990 zijn er in Maarjamäe veel huizen gebouwd voor de beter gesitueerden.

## Bijzonderheden
In Maarjamäe ligt de in 1992 gestichte Veiligheidsacademie (Estisch: Sisekaitseakadeemia). De onderwijsinstelling leidt politiefunctionarissen, grenswachters, justitiële ambtenaren en belastingambtenaren op. Het instituut is een campusinstelling; ook sportvelden maken deel uit van het complex.
De wijk heeft ook een voetbalstadion: Maarjamäe Stadion. Hier speelt het tweede elftal van FC Levadia Tallinn.
Dicht bij het strand van Maarjamäe staan twee monumenten. Het ene, een abstracte constructie van staal, is gebouwd in 1996 door de kunstenaar Mati Karmin en herdenkt de ballonvaarder en parachutist Charles Leroux. Leroux maakte in 1896 ongeveer op dit punt een parachutesprong vanuit zijn ballon en kwam in zee terecht, waar hij verdronk. Het andere monument is een spiegelende kubus die op één punt staat. Het monument is ook gemaakt door Mati Karmin en onthuld in 2006. Het gedenkt de rallynavigator Michael Park, de maat van de Estische rallyrijder Markko Märtin. Park kwam in 2005 om het leven bij een ongeluk tijdens de Rally van Groot-Brittannië.